# Georg Friedrich Anderegg
Georg Friedrich Anderegg (* 16. August 1823 in Wattwil; † 16. Januar 1883 ebenda) war ein Schweizer Industrieller und gemässigt liberaler Politiker.

## Leben

### Familie
Georg Friedrich Anderegg war der Sohn des Baumwollfabrikanten Friedrich Anderegg (* 11. November 1797; † 28. August 1864 in Bad Schinznach). Nach dem Tod seines Vaters wurde bekannt, dass dieser testamentarisch bedeutende Stiftungen für öffentliche Stiftungen inner- und ausserhalb von Wattwil vergeben hatte, die jedoch nicht veröffentlicht werden durften. Zu Ehren seines Vaters sowie dessen Bruders Johann Georg Anderegg liess die Familie 1864 in der Schulgemeinde Bunt ein Schulhaus errichten; hierbei wurde bekannt, dass der Schulfonds als Legat seines Vaters 1'500 Schweizer Franken erhalten hatte. 1865 wurde das Schulhaus übergeben.
Anderegg war ein Enkel von Tobias Anderegg (1751–1826), Gründer einer Baumwollmanufaktur; sein Onkel war der Unternehmer und Politiker Johann Georg Anderegg (1792–1856).
Seit 1846 war er mit Anna Katharina, der Tochter von Johann Ulrich Giezendanner aus Ebnat, verheiratet; die Ehe blieb kinderlos. Im Rahmen der Feierlichkeiten zu seiner Silberhochzeit liess er im Jahr 1871 einen Betrag von 1'500 Schweizer Franken unter den Angestellten seines Unternehmens verteilen.
Er lebte im Haus zum Mohren im Quartier Bunt in Wattwil.
Als er starb, liess er 250'000 Schweizer Franken für wohltätige Zwecke verteilen, so erhielt unter anderem die Gemeinde Wattwil für Armen-, Kirchen- und Schulzwecke 53'000 Schweizer Franken und die Ruine der Burg Iberg mit Grund und Boden, dazu erhielt der Krankenhausfonds 20'000 Schweizer Franken für den Bau eines Gemeindekrankenhauses, die evangelische Kirchgemeinde Wattwil 10'000 Schweizer Franken, die sieben evangelischen Schulbezirke zusammen 14'000 Schweizer Franken, die katholischen Schulen in Dorf und Riken je 1'000 Schweizer Franken; für das Eidgenössische Polytechnikum hinterliess er 5'000 Schweizer Franken. Zum Schluss enthielt das Testament die Bestimmung, dass jedem Kapitalschuldner ein Jahreszins zu erlassen sei.
Die Gemeinde Wattwil liess später die Burg Iberg renovieren, und 1890 erfolgte die Eröffnung des Gemeindespitals.

### Werdegang
Nach dem schulischen Besuch eines Privatinstituts in Wangen an der Aare sowie in Neuenburg begann Anderegg eine Ausbildung in der Firma seines Vaters, die dieser später von Tobias Anderegg übernahm. Von 1847 bis 1883 war er anfangs Teilhaber und zuständig für den Handel; nach dem Tod seines Vaters übernahm er das Unternehmen.
Im Jahr 1851 wurde er in das Kantonsmilitärgericht gewählt. Von 1855 bis 1881 war er als Bezirksrichter tätig und wurde in dieser Zeit 1865 Vizepräsident des Gerichts.
1864 wurde Anderegg Mitglied des Toggenburger Eisenbahnkomitees (siehe Toggenburgerbahn); 1865 zeichnete er mit seinem Unternehmen 50'000 Schweizer Franken für die toggenburgische Eisenbahn, und 1867 erfolgte seine Wahl in deren Verwaltungsrat.
In der Schweizer Armee wurde er 1851 zum Aidemajor ernannt, erreichte 1852 den Dienstgrad eines Majors bei den Scharfschützen und wurde 1859 Bataillonskommandant. 1867 wurde er auf eigenen Wunsch zur Landwehr versetzt.

### Politisches und gesellschaftliches Wirken
Georg Friedrich Anderegg war 25 Jahre lang Schulrat und seit 1849 im Gemeinderat von Wattwil und in dieser Zeit von 1851 bis zu seinem Tod St. Galler Grossrat und vom 7. Dezember 1863 bis zum 5. Dezember 1875 Nationalrat. 1866 wurde er im Grossen Rat zum Mitglied der Budgetkommission gewählt.
Er war ein grosser Gönner von Wattwil und stiftete unter anderem eine Orgel und das Schulhaus im Quartier Bunt. In seinem Testament, das Legate von über 200'000 Schweizer Franken enthielt, bedachte er die Gemeinde mit 80'000 Schweizer Franken und der Ruine Iberg sowie jeden Einwohner des Toggenburgs mit 1 Schweizer Franken.

## Mitgliedschaften
1856 wurde Anderegg in das Vereinskomitee des Toggenburgischen Industrievereins gewählt.